# Guamocó
Guamocó es una vereda del municipio colombiano de Montecristo, situado en el sur del departamento de Bolívar en las estribaciones de la serranía de San Lucas, cuya jurisdicción corresponde a los municipios de El Bagre (Antioquia) y Santa Rosa del Sur (Bolívar). Los habitantes se dedican a la minería artesanal, la agricultura y la arriería. Se cultiva yuca, maíz, plátano, caña, fríjol, ñame, aguacate, piña, chontaduro, y se crían gallinas y marranos.

## Historia
Durante la colonia española se inició desde Mompox la exploración del interior de Colombia fundándose  poblaciones como Simití (1537), Remedios (1560), Cáceres (1576) y Zaragoza (1581). Durante la expedición de Gonzalo Jiménez de Quesada hacia el Perú desertó gran parte de su tripulación, que se adentró en la serranía de San Lucas. 
A raíz del descubrimiento de grandes yacimientos de oro en la zona, fueron enviadas expediciones desde la provincia de Antioquia en 1587 y 1593, hasta que en 1611 el capitán Juan Pérez Garavito, comisionado por el gobernador de Zaragoza, incursionó y sometió este territorio, fundando la población de San Francisco de la Antigua Guamocó. La ciudad floreció a lo largo de los siglos XVII y XVIII por la extracción del oro que se producía en la zona, sin embargo hacia el siglo XIX ya entraba en decadencia, debido al despoblamiento de la región como consecuencia de que las minas empezaban a agotarse, al cierre de las rutas de transporte de oro por las guerras de independencia y a la posterior crisis económica que se produjo.
Tras la independencia se restableció la explotación aurífera por parte de los ingleses y la cual continuó todo el siglo XIX, pero al estallar la Primera Guerra Mundial estos tuvieron que abandonar la región para pasar a formar filas en el ejército inglés; la familia Ospina Pérez retoma la explotación aurífera hacia el año 1930. Hacia los años 1950 y después del asesinato de Jorge Eliécer Gaitán las guerrillas liberales que se alzaron en el Nordeste antioqueño expulsaron a los inversionistas extranjeros y nacionales de las minas de la región.

## Situación actual
La vereda se encuentra en la actualidad sumida en la pobreza y abandonada por el estado colombiano. No se encuentran servicios básicos como salud y educación, y la población se encuentra en medio de la violencia de los grupos paramilitares y guerrilleros que intentan tomarse la región por su importancia económica. Para aliviar un poco esta situación, los campesinos de la zona han creado algunas asociaciones para defender sus intereses frente a los propios de las multinacionales y de los grupos armados que pueblan la región.